# Kolob

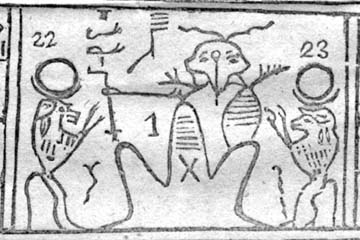
Detall de Joseph Smith Hypocephalus, que d'acord amb Joseph Smith, Jr. conté una representació de Kolob (número de referència 1). D'acord amb els egiptòlegs, aquest representa una creació d'un Déu egipci.

Al mormonisme, Kolob és una estrella o planeta esmentada en el Llibre d'Abraham, s'indica com la més propera al tron o residència de Déu. Un cos celestial amb eixe nom és esmentat en el Llibre d'Abraham, que és canonitzat pel l'Església de Jesucrist dels Sants dels Darrers Dies, organitzacions mormones fonamentalistes, l'Església de la Restauració de Jesucrist, i altres denominacions mormones i alguns comentaristes mormons consideren que Kólob és un planeta.
En els contextos religiosos mormons moderns es parla rarament de Kolob, però és periòdicament un tema de debat en l'apologètica mormona. La idea apareix també en la cultura mormona, i un himne mormó també tracta el tema. Kolob és també la inspiració per al planeta Kobol de l'univers de Battlestar Galactica, creat per Glen A. Larson, un mormó.

## Doctrina Kolob i exegesi

### Descripció en el Llibre d'Abraham

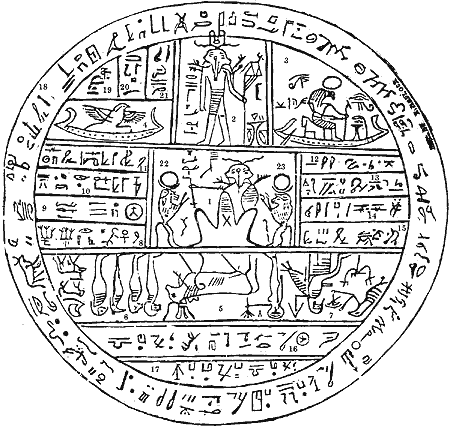
Facsímil Nº2 del Llibre d'Abraham, el qual Smith diu que parla de Kolob. La part que Smith diu que es refereix a Kolob està numerada per un "1" en el centre.

La primera referència publicada sobre Kolob és trobada en el Llibre d'Abraham, primerament publicat en el diari Times and Seasons de 1842, i ara inclòs en el Perla de Gran Preu com a part del cànon del mormonisme. El Llibre d'Abraham fou dictat en 1836 pel fundador del Moviment dels Sants dels Últims Dies Joseph Smith, Jr., després que ell va comprar un conjunt de rotlles egipcis que acompanyaven una exposició de mòmies. Quan aquesta exposició va passar pel poble de Smith, Kirtland (Ohio), Smith va tenir-hi accés i segons ell descrivien una visió d'Abraham:
| « | "va veure les estrelles, que eren molt grans, i que una d'elles es trobava més propera al tron de Déu, .... i el nom de la major és Kolob, perquè està a prop meu, perquè jo sóc el Senyor, el teu Déu: he posat per governar totes les que pertanyen al mateix ordre que aquesta sobre la qual estàs." | » |

### Altres instàncies
- Kolob va ser el nom d'una companyia discogràfica i productora de curta duració fundada pels Germans Osmond en la dècada de 1970, el logotip consistia en una mà sostenint una bola d'argila semblant a un planeta. Els Osmond també enregistraren un àlbum anomenat The Plan que s'ocupa de temes del mormonisme relacionats amb Kolob.